# Eta Capricorni
Eta Capricorni (η Cap) ist ein enger Doppelstern im Sternbild Steinbock. Er hat eine scheinbare Helligkeit von 4,90 mag und seine Entfernung beträgt ca. 160 Lichtjahre.
Der Doppelstern bewegt sich für Beobachter auf der Erde mit einer Eigenbewegung von etwa 13 Millibogensekunden/Jahr über den Himmel. Bei seiner Entfernung entspricht dies einer Geschwindigkeit von etwa 11 km/s, während er sich zusätzlich mit einer Geschwindigkeit von 24 km/s von uns entfernt. Im Raum bewegt sich der Stern demnach mit einer Geschwindigkeit von etwa 26 km/s relativ zu unserer Sonne.
Bei den beiden Komponenten des Doppelsterns handelt es sich möglicherweise um einen weißen und einen weißgelben Hauptreihenstern. Sie sind zusammen etwa 3-mal so schwer wie die Sonne mit einem Massenverhältnis von etwa 5:3 und sie umkreisen einander in etwa 28 Jahren. Die Komponente A ist etwa 9-mal heller als die Komponente B, ihre gemeinsame Leuchtkraft beträgt etwa das 24-fache der Sonne.
Der Stern wird gelegentlich mit dem Eigennamen „Armus“ (von lateinisch armus ‚Oberarm, Schulterblatt‘) bezeichnet, da er bei der Sternbildfigur des Steinbocks im Bereich von dessen Schulter zu finden ist.

## Wissenschaftliche Untersuchung
Bei einer Bedeckung des Sterns durch den Mond am 15. November 1950 wurde unabhängig von mehreren Beobachtern in Südafrika festgestellt, dass diese in zwei Stufen erfolgte. Daraufhin vermaß William Stephen Finsen den Stern im Oktober des folgenden Jahres am Union-Observatorium in Johannesburg mit einem Mikrometer an einem 67-cm-Teleskop und identifizierte ihn als Doppelstern. Zu diesem Zeitpunkt konnte er einen Abstand der Komponenten von 0,34 Bogensekunden messen.
Im Zeitraum von 1976 bis 2011 wurden an Eta Capricorni eine Vielzahl von Messungen mit Speckle-Interferometern, zumeist an 4-m-Teleskopen durchgeführt und eine weitere Messung auch mit dem Astrometrie-Satelliten Hipparcos gemacht. Es gab bereits mehrere Angaben zur Spektralklasse dieses Stern, doch eine photometrische Studie mit verschiedenen Farbfiltern im Jahr 2000 ergab für die Spektraltypen der beiden Komponenten A und B des Sterns die Werte A4 V und F2 V.
In einer Untersuchung aus dem Jahr 2012 wurden für mehrere von Finsen identifizierte Doppelsterne, darunter auch Eta Capricorni, überarbeitete Bahnelemente vorgelegt, sowie Abschätzungen zu den Massen der beteiligten Sterne unter Verwendung neuester Beobachtungsdaten gemacht. Für Eta Capricorni wurden dabei mit verschiedenen Berechnungsmethoden jeweils etwa die oben angegebenen Werte für die Gesamtmasse und die Massenverhältnisse gefunden.